# Bibliothèque Moffat
Pour les articles homonymes, voir Moffat.
La Bibliothèque Moffat, officiellement la Moffat Library of Washingtonville, dessert une population de 25 000 personnes dans le village éponyme du comté d'Orange, dans l'État de New York, ainsi que les villes environnantes Blooming Grove, Hamptonburgh et New Windsor. Elle est située au centre de la ville, à l'intersection de la NY 208 et de la NY 94. Elle compte deux vitraux conçus par Louis Comfort Tiffany, rajoutés ultérieurement au bâtiment initial.
La bibliothèque tient son nom de David Moffat, un natif de Washingtonville qui fit fortune dans les chemins de fer, les mines et la finance au Colorado et qui s'établit à Denver. En 1885, vers 50 ans, il décide de faire un don à sa ville natale, et commanda ainsi cette bibliothèque pour la ville de son enfance, à l'emplacement du comptoir que son père a fondé à la croisée des chemins en 1811. La bibliothèque a été nommée en hommage à sa mère Catherine ainsi qu'à son père. Il déclara que ses intentions étaient « la diffusion de connaissances utiles ». L'architecte new-yorkais George Edward Harney conçut le bâtiment dans le style alors populaire de la reine Anne, en briques fabriquées dans le village voisin de Goshen. Le bâtiment une fois terminé incluait une cloche de la firme Howard, des colonnes grecques et un auditorium de 375 sièges.